# Costantino Perazzi
Costantino Perazzi (Novara, 24 settembre 1832 – Roma, 28 ottobre 1896) è stato un ingegnere e politico italiano.

## Biografia
Fu senatore del Regno d'Italia dalla XV legislatura.
Originario di Grignasco (NO) vide la luce a Novara.
Completati gli studi di ingegneria mineraria, si recò a Parigi per la specializzazione all'Ecole des Mines dove conobbe Quintino Sella (il sodalizio di amicizia continuò per tutta la vita), successivamente entrò nel Corpo Reale delle Miniere Sarde.
Nel 1862 fu chiamato da Sella, allora Ministro dei Lavori pubblici, per un compito di primaria importanza per il nuovo stato nato dall'unità: la fabbricazione delle carte valori italiane. Per svolgere il difficile compito si trasferì per oltre un anno a Londra. L'ottimo lavoro svolto gli fece guadagnare il cavalierato. Chiamato da Sella passò dal ministero Agricoltura, Industria e Commercio a quello delle Finanze, di cui divenne Segretario generale dal 1872 al 1873.
Politicamente schierato con il Sella, prima divenne deputato della Valsesia, poi Consigliere di Stato e in seguito dal 1884, Senatore del Regno. Fu strenuo sostenitore della necessità di imporre la tassa sul macinato. Ricoprì molte cariche contemporaneamente; infatti per molti anni fu consigliere alla Corte dei conti e del Consiglio di Stato e vicepresidente del Consiglio delle miniere dal 1883.
A seguito delle dimissioni di Agostino Magliani ne prese il posto come Ministro del tesoro nel 1888 nel Governo Crispi I; nel 1889 fu nominato ministro dei Lavori Pubblici nel Governo di Rudinì II. Alpinista appassionato e compagno di Sella nelle escursioni nel gruppo del monte Rosa, fu tra i fondatori del Club Alpino Italiano fondato nel 1863 a Torino. Morì il 28 ottobre 1896 a Roma.
A lui è dedicata la Punta Perazzi nel massiccio del Monte Rosa.